# Pete Maravich
Peter Press Maravich (Aliquippa, Pensilvania, 22 de junio de 1947-Pasadena, California, 5 de enero de 1988) fue un jugador de baloncesto estadounidense. Conocido como Pistol Pete por su gran habilidad para tirar, (promedió 24,2 puntos de media en los 688 partidos que disputó en la NBA). Militó primero en los Atlanta Hawks y luego en los recién creados New Orleans Jazz. Finalmente, tras sufrir una grave lesión jugó una última temporada con los Boston Celtics. Ingresó en el Basketball Hall of Fame en 1987. Falleció meses después tras sufrir un ataque al corazón durante un partido informal de baloncesto. Era hijo del también jugador profesional y entrenador Press Maravich, quien lo dirigió durante su etapa universitaria.

## Trayectoria deportiva

### Universidad
Jugó durante cuatro temporadas con los Tigers de la Universidad Estatal de Luisiana, en las que promedió 44,2 puntos, 6,4 rebotes y 5,1 asistencias por partido. En su primer partido como universitario, cuando los novatos no jugaban la competición oficial por las normas de la NCAA, consiguió 50 puntos, 14 rebotes y 11 asistencias ante la Universidad de Southeastern Louisiana.
A lo largo de su carrera anotó 3.667 puntos, cifra que jamás nadie ha conseguido superar en la historia de la competición universitaria. Aparece en primera, cuarta y quinta posición en la lista de mejores anotadores universitarios por temporada, logrando 44,5 puntos en 1970, 44,2 en 1969 y 43,8 en 1968. Fue incluido en el mejor quinteto All-American en 1968, 1969 y 1970, Baloncestista del Año de la SEC en las tres temporadas, así como galardonado con el Oscar Robertson Trophy en sus dos últimos años y elegido Universitario del Año en 1970.

#### Estadísticas
| Año     | Equipo          | PJ | PT  | MPP | %TC  | %3P | %TL  | RPP  | APP | ROB | TPP | PPP  |
| ------- | --------------- | -- | --- | --- | ---- | --- | ---- | ---- | --- | --- | --- | ---- |
| 1966–67 | Louisiana State | 19 | ... | ... | .452 | ... | .833 | 10.4 | …   | …   | …   | 43.6 |
| 1967–68 | Louisiana State | 26 | ... | ... | .423 | ... | .811 | 7.5  | 4.0 | …   | …   | 43.8 |
| 1968–69 | Louisiana State | 26 | ... | ... | .444 | ... | .746 | 6.5  | 4.9 | …   | …   | 44.2 |
| 1969–70 | Louisiana State | 31 | ... | ... | .447 | ... | .773 | 5.3  | 6.2 | …   | …   | 44.5 |
| Total   | Total           | 83 | ... | …   | .438 | ... | .775 | 6.5  | 5.1 | …   | …   | 44.2 |

### NBA

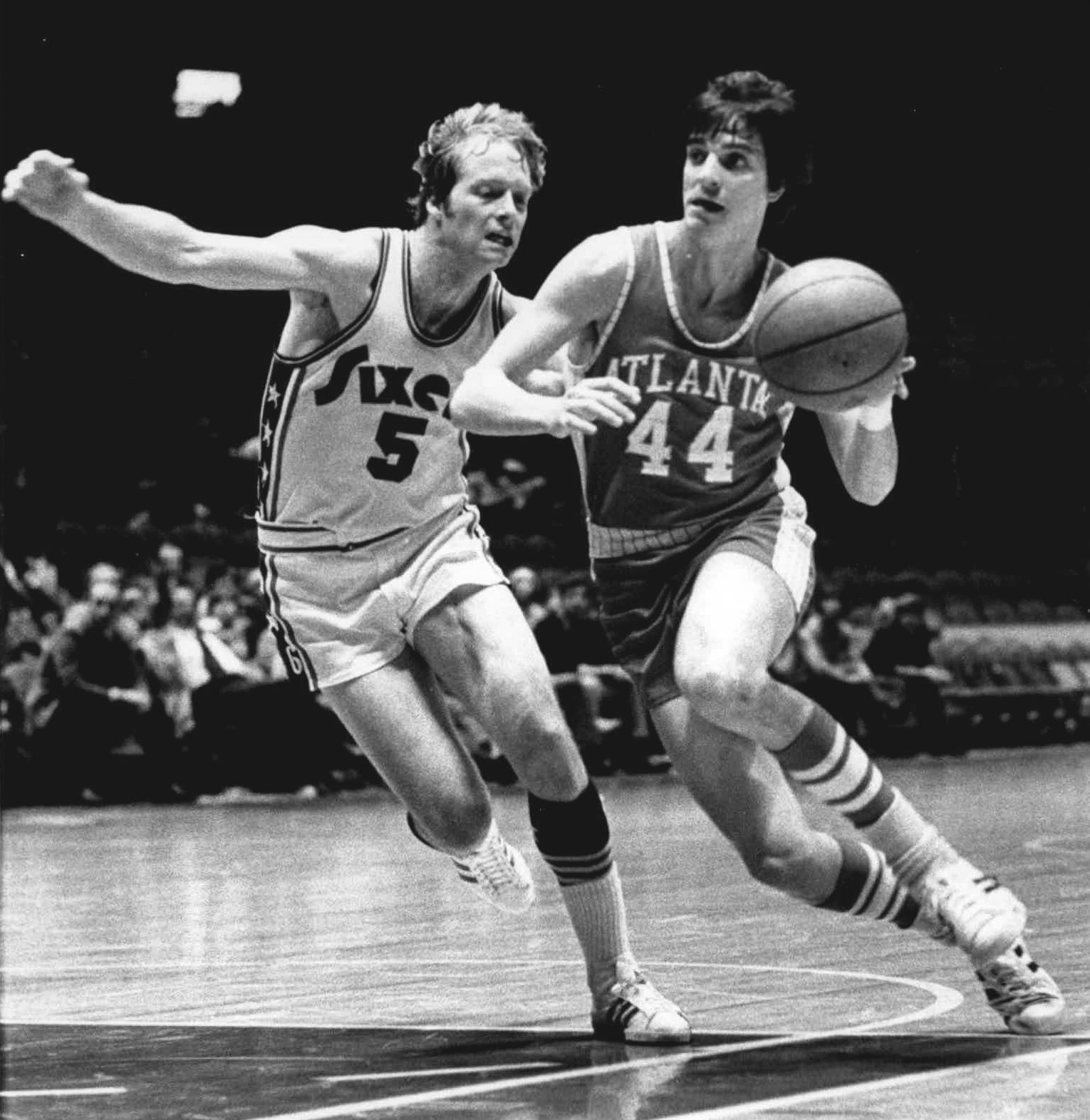
Maravich (derecha), defendido por Tom Van Arsdale.

Tras finalizar su exitoso periplo universitario, Pete Maravich debió afrontar el salto al profesionalismo. Cuando llegaba el decisivo momento del draft, era tentado por ABA y NBA, las dos ligas del momento. Entonces, a Pistol se le comparaba con Bob Cousy o Dick McGuire por su manejo de balón, aunque era además un excepcional tirador 
Los Atlanta Hawks, buscando rejuvenecer su plantilla, mandaron a Zelmo Beaty, a San Francisco a cambio del número tres del draft. Una vez en el mismo, Detroit eligió en el número uno a Bob Lanier, y sorprendentemente, los Rockets fueron a por Rudy Tomjanovich, pues al parecer Elvin Hayes no estaba muy dispuesto a compartir el balón con nadie más. De este modo, los Hawks tuvieron vía libre para elegir a nuestro protagonista. Mientras tanto, en la ABA, fueron los Carolina Cougars quienes obtuvieron los derechos por Pete. La idea era ver si Maravich se inclinaría por el espectáculo de la ABA o por la más consolidada NBA, que en aquella época estaba dominada por grandes egos en la era donde el individualismo en el juego ha sido mayor. Se habla de que en un partido, Elvin Hayes hizo 28 tiros habiendo tocado 29 veces la pelota en juego. Además, el dinero recibido por determinados rookies era un obstáculo, ya que enfatizaba la envidia de determinados veteranos con contratos inferiores. Por primera vez en la historia, el dinero fluía en las arcas de la NBA, allá por 1970, y las comparaciones eran odiosas entre viejos y nuevos contratos. 
La primera opción de Pete siempre fue la NBA, ya que tenía un plan de pensiones a 30 años y ya entonces, 6 años antes de que sucediese, había rumores de fusión entre ambas ligas. Además, el propio Pistol siempre quiso jugar en la liga donde brillaron sus mayores ídolos, Jerry West y Oscar Robertson. Aun así, los Maravich fueron a Nueva York a hablar con los Cougars. Las negociaciones eran directas, sin intermediarios de por medio, y los Maravich no tenían demasiado dinero. Después de intensas reuniones que acabaron a las 5 de la mañana, ambas partes quedaron emplazadas para otra reunión la siguiente semana. Cuando fueron a abandonar el hotel, vieron que los Cougars no habían pagado su habitación. Press Maravich tenía 83 dólares encima, Pete tenía 10. La factura de hotel fue de 82 dólares, más 10 de taxi al aeropuerto y uno de propina a un taxista... que los miró como si fuesen pedigüeños. 
Fue el final de la historia de Pete con la ABA. Pocos días después, Pistol firmaría el contrato de su vida con Atlanta y se convertiría en millonario: entre 1,600,000 y 2,000,000 dólares a repartir en 5 años, además de un flamante coche. Maravich llegó a un equipo con siete jugadores de color y portaría el número 44 en honor a su espectacular media de anotación en la NCAA. Los Hawks eran un buen equipo. Su estrella era Lou Hudson, un fino alero de movimientos felinos que superaba con facilidad los 20 puntos día sí, día también. Además de Sweet Lou estaban Bill Bridges, cuarto reboteador de la liga pese a sus dos metros; Joe Caldwell, un defensor prodigioso del que se decía que podía saltar, sin carrerilla, por encima de coches; el base Walt Hazzard y el pívot Walt Bellamy, 'Big Bells', una superestrella de la liga, que su año rookie en el 61 pasó de 30 por partido. Su rendimiento bajó de forma progresiva en su carrera. Su entrenador era Richie Guerin, que había sido un gran jugador en la liga y había alternado las funciones de jugador y entrenador desde su llegada a los Hawks. 
Maravich se instaló en Atlanta sin su padre, quien tuvo que volver a casa ya que los problemas de alcoholismo de su mujer eran cada vez mayores. Además, Joe Caldwell decidió pedir en su renovación un dólar más de lo que ganaba Pistol, con lo cual salió del equipo buscando fortuna en la ABA. Para colmo de males, el equipo no le entendía, lo cual era previsible: no captaban sus pases y recibía pocas ayudas tras cada dos contra uno. Además, Maravich era un tipo tranquilo y bastante tímido, con lo cual no conectó en un equipo con un ambiente nada parecido al de LSU. El resultado fue que Pete no empezó su primera temporada como titular. En pretemporada, perdieron de 50 puntos ante los Bucks de Alcindor y Robertson, que serían su primer rival en la temporada regular, tras la que el cronista local escribió que era 'la peor exhibición de baloncesto que haya visto jamás'. Perdieron, ya en temporada regular, 97-108, y Maravich hizo un partido pésimo con 3/13 en tiro. De hecho, Pete encadenó varios partidos pésimos, repletos de pérdidas de balón y desacierto en el tiro. Todos los que le envidiaban por el dinero que ganaba salieron en su contra. Se iba a tener que ganar ese dinero centavo a centavo. Irónicamente, Caldwell firmaba por los Carolina Cougars en la ABA, el equipo que pretendió a Pistol, y los Hawks, visto lo visto, lo echaban de menos. Tras 16 partidos, el balance era 4-12. El año anterior lograron un balance de 48-34 y la química en el equipo no existía. Sus compañeros boicoteaban las entrevistas, hartos de preguntas sobre Maravich: era el enemigo público número 1. 
De repente, Pete despertó: tres partidos seguidos con 32 puntos, ya como titular, y 40 ante los Knicks en el Garden, con todo el equipo animando desde el banquillo. Después consiguió que Jerry West, que había tenido dos partidos ante los Hawks por encima de 50 puntos la temporada anterior, se quedase solo en 24. Su media de pérdidas de balón por partido comenzó a bajar a mitad de temporada, simplemente limitando todos los riesgos innecesarios, y sus compañeros finalmente lo aceptaron en el vestuario a regañadientes en vez de buscar el hueco dejado por Campbell. Tras el All-Star, los Hawks tuvieron récord ganador, Maravich hizo varios partidos rondando los 40 puntos y se situaba en la carrera para ser rookie del año frente a Dave Cowens y Geoff Petrie, quienes empataron finalmente por el galardón pese a los 23.2 puntos por partido de Pistol Pete, que fue tercero a mucha distancia de ambos. 
Los Hawks alcanzaron los Playoffs, pero se enfrentaban a los campeones en ejercicio: los Knicks, que les vencieron 4-1. Pete solo brilló en el último, con 31 puntos, en el que lo tuvieron que parar a golpes y codazos. El último, de Greg Fillmore, lo dejó viendo doble y la ventaja de los Hawks, con Pistol en el banquillo, se esfumó. 
Los dos años siguientes de Maravich en la liga fueron los más duros. No tenía amigos en Atlanta y sus compañeros lo tenían por un tipo muy extraño. Empezó a practicar artes marciales en verano para mejorar su movilidad, pero justo al final del verano contrajo una mononucleosis que le hizo perder más de 15 kilos. De hecho Pete, con sus ansias de jugar, hizo que su rendimiento fuese inferior al habitual durante gran parte de la temporada, ya que volvió a las canchas mucho antes de lo que debería. 
La situación con su padre también le influyó. Press Maravich fue despedido por los malos resultados de LSU tras la marcha de su hijo. Herido en su orgullo y pese a ser considerado una de las mentes baloncestísticas más clarividentes de su generación, Press buscó trabajo en cualquier equipo, donde fuese, en vez de esperar una mejor oportunidad, y aceptó el puesto de entrenador jefe en la minúscula universidad de Appalachian State, donde, por su ubicación en las montañas y a muchas horas en coche del aeropuerto más cercano, fue incapaz de reclutar buenos jugadores. A Maravich no le fue nada bien, ni individual ni colectivamente. Sus 19,3 puntos por partido y casi 6 asistencias le confirmaban como un buen jugador NBA, pero no una estrella. Pese a todo, fue incluido en el segundo equipo NBA. Boston se cruzó en el camino de los Hawks, que los eliminó en primera ronda de Playoff 
Ya en su tercer año en Atlanta, su madre estaba cada vez más afectada por sus problemas con el alcohol, pese a contar con ayuda profesional. Encima el propio Pete, una vez superados sus problemas físicos, notó un extraño 'tic' en su ojo derecho la noche antes de un partido en el Garden. Su párpado no se cerraba y le fue diagnosticado una parálisis facial temporal, sin saberse a ciencia cierta cuánto tardaría en desaparecer. Pistol intentó jugar el partido, pero el riesgo a sufrir un contacto en su ojo que pudiese dejarle ciego era importante. Además, el hecho de que el propio aire del pabellón hacía que el ojo prácticamente le ardiera le retiró del partido. Consiguió jugar con gafas protectoras en partidos posteriores, bajando mucho su rendimiento, hasta que la parálisis desapareció y Maravich recuperó su mejor nivel. Entonces sucedió la tragedia. 
Pistol recibió una llamada de Ronnie, su hermano. Su madre se había pegado un tiro en la cabeza y estaba en estado crítico. Para cuando Pete llegó a Charlotte, donde su familia residía, su madre había fallecido. Por primera vez en su vida, Maravich se encontraba con una situación en la que el baloncesto no podía remediar nada. Aun así, hizo de tripas corazón, sacando pases imposibles, volviendo a arriesgar en cada jugada para conseguir entrar en el primer equipo NBA tras promediar 26.1 puntos y casi 7 asistencias por choque. Colectivamente, las cosas no fueron ni mejor ni peor: los Hawks volvieron a caer, en primera ronda, otra vez en seis partidos... y otra vez ante los Celtics de Havlicek y Cowens. 
Siendo culpado de que su equipo no llegara al siguiente nivel, Pete Maravich no tardaría mucho en ser traspasado en uno de los episodios más extraños de los intercambios NBA, por cómo se desarrolló y por el resultado final del mismo. En los New Orleans Jazz habría más luces y sombras, la constante de un jugador genial que se recuperaría para el baloncesto en su nuevo equipo. Aun así, nuevos problemas estarían por venir.

## Últimos años en la NBA y muerte
Pete jugó varios años a gran nivel siendo un año máximo anotador de la NBA con 31 puntos de media y dando espectáculo y asistencias imposibles que como reconocería años más tarde por ejemplo Magic Johnson fueron de inspiración para muchos jugadores, pases mirando a otro sitio, de espaldas, pase picado desde el centro de la cancha, contragolpes vertiginosos, el repertorio de Pistol Pete era muy grande y a pesar de sus problemas personales era respetado y tratado como un genio o alguien muy especial, son conocidos sus concursos de tiro en All STAR practicando el Horse y puesto como ejemplo por Red Aurbach como ejemplo de jugador con gran manejo de balón, en videos instructivos y de entrenamiento.
Pete se retiró a los 33 años, bastante pronto, si tenemos en cuenta la edad media con que suelen retirarse los jugadores, su camiseta fue retirada por los Jazz que se acababan de mudar al Estado de Utah. Su padre acababa de morir y él, para explicar su retirada, dijo: "no quiero jugar hasta los 40 años y morirme de un ataque al corazón", palabras que irónicamente se harían realidad por desgracia.
En 1988, con 40 años de edad, Pete Maravich estaba disputando un partido amistoso de baloncesto junto a unos amigos, entre los cuales se encontraba el autor cristiano evangélico y psicólogo James Dobson, cuando de pronto cayó desplomado al suelo tras sufrir un infarto y murió en el acto. Años antes, Pete Maravich tenía contacto con el ámbito evangélico, de ahí que el día de su muerte estuviera entre sus compañeros de juego James Dobson. Sus últimos años, de hecho, estuvieron centrados en proclamar lo que Dios había hecho en su vida y reflejar el amor de Dios a través de sus actos y sus palabras.
En 1996 fue elegido como uno de los 50 mejores de todos los tiempos, siendo el único fallecido cuando la ceremonia tuvo lugar, y pese a ser más joven que la mayoría de los homenajeados.

## Estadísticas de su carrera en la NBA
|  | Líder de la liga |

### Temporada regular
| Año      | Equipo      | PJ  | PT  | MPP  | %TC  | %3P  | %TL  | RPP | APP | ROB | TPP | PPP  |
| -------- | ----------- | --- | --- | ---- | ---- | ---- | ---- | --- | --- | --- | --- | ---- |
| 1970–71  | Atlanta     | 81  | ... | 36.1 | .458 | ...  | .800 | 3.7 | 4.4 | ... | ... | 23.2 |
| 1971–72  | Atlanta     | 66  | ... | 34.9 | .427 | ...  | .811 | 3.9 | 6.0 | ... | ... | 19.3 |
| 1972–73  | Atlanta     | 79  | ... | 39.1 | .441 | ...  | .800 | 4.4 | 6.9 | ... | ... | 26.1 |
| 1973–74  | Atlanta     | 76  | ... | 38.2 | .457 | ...  | .826 | 4.9 | 5.2 | 1.5 | .2  | 27.7 |
| 1974–75  | New Orleans | 79  | ... | 36.1 | .419 | ...  | .811 | 5.3 | 6.2 | 1.5 | .2  | 21.5 |
| 1975–76  | New Orleans | 62  | ... | 38.3 | .459 | ...  | .811 | 4.8 | 5.4 | 1.4 | .4  | 25.9 |
| 1976–77  | New Orleans | 73  | ... | 41.7 | .433 | ...  | .835 | 5.1 | 5.4 | 1.2 | .3  | 31.1 |
| 1977–78  | New Orleans | 50  | ... | 40.8 | .444 | ...  | .870 | 3.6 | 6.7 | 2.0 | .2  | 27.0 |
| 1978–79  | New Orleans | 49  | ... | 37.2 | .421 | ...  | .841 | 2.5 | 5.0 | 1.2 | .4  | 22.6 |
| 1979–80  | Utah        | 17  | ... | 30.7 | .412 | .636 | .820 | 2.4 | 3.2 | .9  | .2  | 17.1 |
| 1979–80  | Boston      | 26  | 4   | 17.0 | .494 | .750 | .909 | 1.5 | 1.1 | .3  | .1  | 11.5 |
| Total    | Total       | 658 | ... | 37.0 | .441 | .667 | .820 | 4.2 | 5.4 | 1.4 | .3  | 24.2 |
| All-Star | All-Star    | 4   | 4   | 19.8 | .409 | ...  | .778 | 2.0 | 3.8 | 1.0 | 0.0 | 10.8 |

### Playoffs
| Año   | Equipo  | PJ | PT  | MPP  | %TC  | %3P  | %TL  | RPP | APP | ROB | TPP | PPP  |
| ----- | ------- | -- | --- | ---- | ---- | ---- | ---- | --- | --- | --- | --- | ---- |
| 1971  | Atlanta | 5  | ... | 39.8 | .377 | ...  | .692 | 5.2 | 4.8 | ... | ... | 22.0 |
| 1972  | Atlanta | 6  | ... | 36.5 | .446 | ...  | .817 | 5.3 | 4.7 | ... | ... | 27.7 |
| 1973  | Atlanta | 6  | ... | 39.0 | .419 | ...  | .794 | 4.8 | 6.7 | ... | ... | 26.2 |
| 1980  | Boston  | 9  | ... | 11.6 | .490 | .333 | .667 | .9  | .7  | .3  | .0  | 6.0  |
| Total | Total   | 26 | ... | 29.1 | .423 | .333 | .784 | 3.6 | 3.8 | ... | ... | 18.7 |

## Logros y reconocimientos

### Universidad

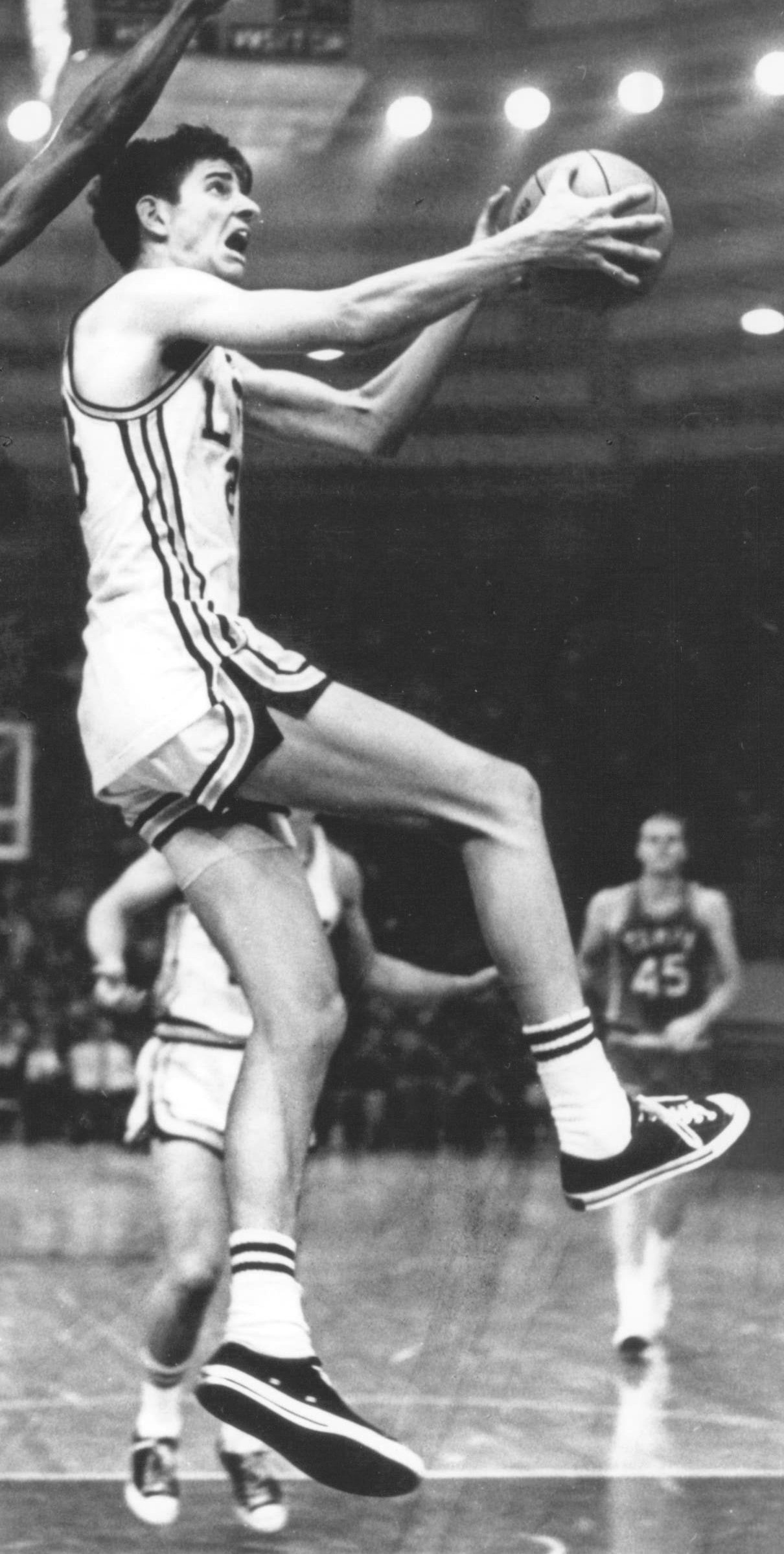
Maravich, en 1967, defendiendo la camiseta de LSU.

- Jugador del año para la revista Sporting News (1970).
- Ganador del Premio Naismith al mejor universitario del año (1970).
- Récord de la NCAA de máximo anotador (3667, 44.2 ppp, 3 años de carrera) en 83 partidos.
- Récord de la NCAA de mejor promedio de puntos en su carrera (44.2 ppp)
- Récord de la NCAA de más tiros de campo anotados (1387) e intentados (3166).
- Récord de la NCAA de más tiros libres anotados (893) e intentados (1152).
- Récord de la NCAA de más partidos anotando al menos 50 puntos (28).
- Récord de la NCAA de más puntos en una temporada (1381) y mejor promedio (44.5 ppg) en 1970.
- Récord de la NCAA de más tiros libres intentados (30 de 31) contra Oregon State el 22 de diciembre de 1969.
- Su máxima anotación en un partido fue de 69 puntos contra Alabama (7 de febrero de 1970).
- En 1988 se cambió el nombre de la cancha de juego de LSU por el de Maravich Assembly Center.
- Su número 23 fue retirado por su universidad, LSU.

### Profesional
- Elegido en el Equipo ideal de rookies (1971).
- Elegido en el mejor quinteto de la NBA (1976, 1977).
- Elegido en el segundo mejor quinteto de la NBA (1973, 1978).
- 5 veces All Star de la NBA (1973, 1974, 1977, 1978, 1979).
- Anotó 15 948 puntos (24.2 ppp) en 658 partidos.
- Figura entre los 15 mejores anotadores de todos los tiempos de la NBA (24.2).
- Máximo anotador de la NBA (31,1 ppp) en 1977, su máximo personal.
- Su máxima anotación en un partido fue de 68 puntos contra los New York Knicks el 25 de febrero de 1977.
- Su camiseta con el número 7 fue retirada por los Utah Jazz en 1985.
- Seleccionado entre los 50 mejores jugadores de todos los tiempos en el 50 Aniversario de la NBA (1996).
- Su camiseta con el número 7 fue retirada por los New Orleans Hornets en 2003.
- Su camiseta con el número 44 fue retirada por los Atlanta Hawks en 2017.
- Elegido en el Equipo del 75 aniversario de la NBA en 2021.